# Wilfred Moke
Wilfred Moke Abro (* 12. Februar 1988 in Dreux) ist ein französisch-kongolesischer ehemaliger Fußballspieler.

## Karriere
Moke startete seine Profikarriere 2006 beim französischen Verein Olympique Noisy-le-Sec. Nach einem Jahre wechselte er nach Spanien zu San Fernando CD. Bis ins Jahr 2015 spielte er in Spanien für diverse Vereine der unteren spanischen Ligen.
Ab 2015 setzte Moke seine Karriere in Rumänien fort und spielte hier der Reihe nach für die Vereine Rapid Bukarest, FC Voluntari und Steaua Bukarest (ab April 2017 FCSB Bukarest).
Zur Saison 2017/18 wurde Moke aus der türkischen Süper Lig von Konyaspor verpflichtet. Mit diesem Verein, dem amtierenden Türkischen Pokalsieger, wurde er Türkischer Supercup-Sieger des Jahres 2017. In der Wintertransferperiode 2018/19 wechselte er innerhalb der Liga zu MKE Ankaragücü. Mitte März 2020 löste er nach gegenseitigem Einvernehmen seinen Vertrag mit diesem Verein auf.